# Lana Zakocela
Lana Zakocela (née en 1987 ) est un mannequin letton ; elle est basée à Paris.

## Carrière
Lana Zakocela est née en Lettonie en 1987. À 16 ans, elle a déménagé en Angleterre. 
Zakocela est apparue dans des publicités pour Garnier, Dior, Clarins, Lancaster, et Thierry Mugler, et dans Vogue à Taiwan en 2013,.
Zakocela a été en vedette dans le clip promotionnel pour le parfum d'Antonio Banderas Queen of Seduction. Zakocela est en couverture de Maxim en mai 2017.
En 2020 elle apparaît dans la publicité Dior consacrée au parfum pour homme "I am your man" dont Robert Pattinson en est l'égérie.

## Couvertures
- Grazia Espagne (2013)[9]
- BIBA (2012)[10]
- En Vie (2011)[11]
- Mousson (2011)[12]
- Votre Beauté France (2009)[13]

## Vie personnelle
Zakocela était mariée à l'entrepreneur et diplomate Justin Etzin jusqu'en mars 2017,,,,.